# Pura Jagatnatha
O Pura Jagatnatha ou Pura Agung Jagat Natha é um pura (templo hindu) situado no centro da cidade de Dempassar, a capital da ilha de Bali, na Indonésia. É dedicado ao deus supremo Sang Hyang Widhi Wasa [en], que ali é venerado no seu papel de "Senhor do Mundo". É o maior templo hindu de Dempassar.

## História e descrição
Segundo algumas fontes, o templo foi construído em 1953, o que é contradito por outras fontes. Segundo estas últimas, a construção do templo foi proposta ao governador de Bali em 1963, que a aceitou. Em 1965 foi encomendada a planta a um arquiteto local e no mesmo ano começaram as obras de construção, as quais, com algumas paragens pelo meio, terminaram em 1968. O templo foi inaugurado em 13 de maio de 1968, dia do feriado hindu Purnama Jyestha, celebrado no dia de Lua Cheia do terceiro mês do calendário hindu.
Ao contrário do que é habitual nos templos balineses, o nome Jagatnatha não tem a ver com o nome do local onde se encontra. O nome é composto por duas palavras: jagat, que significa "mundo" ou "universo", e natha, que significa "proteção", pelo que Jagatnatha pode ser traduzido como "proteção do mundo ou do universo". É, por isso, um local de eleição para pedir segurança e saúde. Enquanto que grande parte dos templos hindus de Bali são frequentados principalmente por fiéis das suas proximidades, o de Jagatnatha tem um carácter mais universal, que nos feriados hindus do Galungan e do Kuningan se enchem de fiéis que ali vêm fazer as suas orações quando não podem ir aos templos dos seus locais de origem.
O templo está virado para ocidente, na direção do monte Agung, o local que os hindus balineses acreditam ser onde residem os deuses. O seu santuário principal está rodeado por um jardim com romãzeiras, hibiscos e frangipanis. Ao contrário da generalidade dos puras balineses, que usam o conceito de trimandala (três áreas distintas), no de Jagatnatha distinguem-se apenas duas áreas: a dos jardins e a do local onde se encontra o padmasana, o santuário principal, constituído por uma torre de 15 metros de altura. O recinto tem outros dois santuários, o de Ratu Niang à esquerda do padmasana e o de Ratu Niang à direita. Há ainda outras estruturas típicas da arquitetura religiosa balinesa, como um kori agung (portal monumental para o santuário principal), um candi bentar (portal de entrada) e um bale kulkul, entre outros. O bale kulkul (pavilhão do kulkul [tambor de fenda]) é uma torre situada no canto sudeste do recinto do templo onde é guardado uma espécie de sino de madeira dividido usado para chamar os fiéis para as cerimónias religiosas coletivas e para as atividades de limpeza do templo.
Em volta do padmasana há vários espaços murados e o conjunto é rodeado por um fosso, o que pode representar uma elaboração maior do que é habitual do diagrama cósmico que os padmasanas representam. Segundo esta interpretação, o padmasana representa o monte Meru, o axis mundi (centro do mundo), e os espaços murados e o fosso representam as montanhas e o oceano que rodeiam o monte Meru nas orlas do mundo. Esta representação simbólica encontra-se numerosos monumentos hindus e budistas do Sudeste Asiático, como por exemplo Borobudur em Java, Angkor Wat no Camboja e o Pagode Hsinbyume na Birmânia.
A ponte que cruza o fosso é ornamentada com relevos de flores de lótus e sapos. A parede exterior da galeria é decorada com cenas dos épicos hindus Ramáiana e do Maabárata. O padmasana tem cinco andares, é de pedra de coral branco assenta sobre uma base com a forma de Bedawang Nala, a tartaruga cósmica que carrega o mundo. A torre tem cabeças de demónios esculpidas e na parte inferior tem faces e mãos de Bhoma [en], o filho de Vixnu e de Prithvi Mata (Mãe Terra), cuja missão é repelir do templo os maus espíritos. O "trono de lótus", situado no cimo do padmasana, está vazio, exceto durante as festividades religiosas, durante as quais Sang Hyang Widhi Wasa "desce à terra". O deus é representado num relevo dourado, que originalmente era de ouro, o qual foi roubado em 1981.
Duas vezes por mês, nos dias de Lua Cheia e de Lua Nova, ocorrem festivais no templo, que por vezes incluem espetáculos de wayang kulit (teatro de sombras balinês) no princípio da noite.